# Gíza (guvernorát)
Guvernorát Gíza (arabsky محافظة الجيزة) je egyptský guvernorát ležící na západním břehu řeky Nil, který ho odděluje od hlavního města Egypta Káhiry. Hlavním městem guvernorátu je stejnojmenné město Gíza. Guvernorát se rozprostírá na ploše 13 184 m2 od oblasti kolem Gízy na levém břehu Nilu až po oblasti hluboko v poušti. Gíza však nebyla vždy tak rozlehlá. Svoji velikost získala až 14. dubna 2011, kdy se sloučila se sousedním guvernátorem 6. října. Oblast guvernorátu Gíza je rovněž bohatá na staroegyptské památky, mezi nimiž se nachází i Velká sfinga a Chufuova pyramida.